# Tour de Suisse 2008
Le Tour de Suisse 2008 est la 72e édition de cette course cycliste sur route masculine. Elle est inscrite au calendrier de l'UCI ProTour 2008 et s'est déroulée du 14 au 22 juin 2008. À l'issue de cette course, remportée par le Tchèque Roman Kreuziger, l'Italien Damiano Cunego a repris la tête du classement ProTour.

## Présentation

### Equipes
Le Tour de Suisse figurant au calendrier du ProTour, les 18 UCI Proteams sont présentes, auxquelles il faut ajouter deux équipes continentales professionnelles invitées.
| ProTeams (18)- AG2R-La Mondiale - Astana - Bouygues Telecom - Caisse d'Épargne - Cofidis-Le Crédit par Téléphone - Crédit agricole - CSC Saxo Bank - Euskaltel-Euskadi - Gerolsteiner - High Road - La Française des jeux - Lampre - Liquigas - Team Milram - Quick Step - Rabobank - Saunier Duval-Scott - Silence-Lotto Équipes continentales professionnelles (2)- BMC Racing Team - Volksbank |
| |

## Etapes
| Étape     | Date    | Villes étapes                             | type                      | Distance (km) | Vainqueur d'étape | Leader du classement général |
| --------- | ------- | ----------------------------------------- | ------------------------- | ------------- | ----------------- | ---------------------------- |
| 1re étape | 14 juin | Langnau im Emmental – Langnau im Emmental | étape vallonnée           | 146           | Óscar Freire      | Óscar Freire                 |
| 2e étape  | 15 juin | Langnau im Emmental – Flums               | étape de montagne         | 197           | Igor Antón        | Igor Antón                   |
| 3e étape  | 16 juin | Flums – Gossau                            | étape de plaine           | 155           | Robbie McEwen     | Igor Antón                   |
| 4e étape  | 17 juin | Gossau – Domat/Ems                        | étape de plaine           | 171           | Robbie McEwen     | Igor Antón                   |
| 5e étape  | 18 juin | Domat/Ems – Caslano                       | étape de moyenne montagne | 190           | Markus Fothen     | Igor Antón                   |
| 6e étape  | 19 juin | Quinto – Verbier                          | étape de montagne         | 188           | Kim Kirchen       | Kim Kirchen                  |
| 7e étape  | 20 juin | Gruyères – Lyss                           | étape de plaine           | 171           | Fabian Cancellara | Kim Kirchen                  |
| 8e étape  | 21 juin | Altdorf – col du Klausen                  | contre-la-montre en côte  | 25            | Roman Kreuziger   | Roman Kreuziger              |
| 9e étape  | 22 juin | Altdorf – Berne                           | étape vallonnée           | 168           | Fabian Cancellara | Roman Kreuziger              |

## Résultats des étapes

### 1reétape
La première étape s'est déroulée le 14 juin 2008 entre Langnau et Langnau.
La victoire est revenue à l'Espagnol Óscar Freire qui s'est imposé en réglant le sprint du peloton.
| \| Classement de l'étape \| Classement de l'étape \| Classement de l'étape \| Classement de l'étape \| Classement de l'étape \| \| Coureur \| Coureur \| Pays \| Équipe \| Temps \| \| --------------------- \| --------------------- \| --------------------- \| --------------------- \| --------------------- \| \| 1er \| Óscar Freire \| Espagne \| Rabobank \| 3 h 42 min 35 s \| \| 2e \| Martin Elmiger \| Suisse \| AG2R-La Mondiale \| + 0 s \| \| 3e \| Kim Kirchen \| Luxembourg \| High Road \| + 0 s \| \| 4e \| Greg Van Avermaet \| Belgique \| Silence-Lotto \| + 0 s \| \| 5e \| Philippe Gilbert \| Belgique \| La Française des jeux \| + 0 s \| \| 6e \| Maxim Iglinskiy \| Kazakhstan \| Astana \| + 0 s \| \| 7e \| Eros Capecchi \| Italie \| Saunier Duval-Scott \| + 0 s \| \| 8e \| Markus Zberg \| Suisse \| Gerolsteiner \| + 0 s \| \| 9e \| Christian Knees \| Allemagne \| Team Milram \| + 0 s \| \| 10e \| Michael Albasini \| Suisse \| Liquigas \| + 0 s \| |                   |            |                       |                 |
| |                   |            |                       |                 |
| |                   |            |                       |                 |
| Classement de l'étape |                   |            |                       |                 |
| Coureur | Coureur           | Pays       | Équipe                | Temps           |
| 1er | Óscar Freire      | Espagne    | Rabobank              | 3 h 42 min 35 s |
| 2e | Martin Elmiger    | Suisse     | AG2R-La Mondiale      | + 0 s           |
| 3e | Kim Kirchen       | Luxembourg | High Road             | + 0 s           |
| 4e | Greg Van Avermaet | Belgique   | Silence-Lotto         | + 0 s           |
| 5e | Philippe Gilbert  | Belgique   | La Française des jeux | + 0 s           |
| 6e | Maxim Iglinskiy   | Kazakhstan | Astana                | + 0 s           |
| 7e | Eros Capecchi     | Italie     | Saunier Duval-Scott   | + 0 s           |
| 8e | Markus Zberg      | Suisse     | Gerolsteiner          | + 0 s           |
| 9e | Christian Knees   | Allemagne  | Team Milram           | + 0 s           |
| 10e | Michael Albasini  | Suisse     | Liquigas              | + 0 s           |

| \| Classement général \| Classement général \| Classement général \| Classement général \| Classement général \| \| Coureur \| Coureur \| Pays \| Équipe \| Temps \| \| ------------------ \| ------------------ \| ------------------ \| ------------------------------- \| ------------------ \| \| 1er \| Óscar Freire \| Espagne \| Rabobank \| 3 h 42 min 35 s \| \| 2e \| Martin Elmiger \| Suisse \| AG2R-La Mondiale \| + 4 s \| \| 3e \| David Loosli \| Suisse \| Lampre \| + 4 s \| \| 4e \| Kim Kirchen \| Luxembourg \| High Road \| + 6 s \| \| 5e \| Íñigo Landaluze \| Espagne \| Euskaltel-Euskadi \| + 7 s \| \| 6e \| Steve Zampieri \| Suisse \| Cofidis-Le Crédit par Téléphone \| + 7 s \| \| 7e \| Greg Van Avermaet \| Belgique \| Silence-Lotto \| + 10 s \| \| 8e \| Philippe Gilbert \| Belgique \| La Française des jeux \| + 10 s \| \| 9e \| Maxim Iglinskiy \| Kazakhstan \| Astana \| + 10 s \| \| 10e \| Eros Capecchi \| Italie \| Saunier Duval-Scott \| + 10 s \| |                   |            |                                 |                 |
| |                   |            |                                 |                 |
| |                   |            |                                 |                 |
| Classement général |                   |            |                                 |                 |
| Coureur | Coureur           | Pays       | Équipe                          | Temps           |
| 1er | Óscar Freire      | Espagne    | Rabobank                        | 3 h 42 min 35 s |
| 2e | Martin Elmiger    | Suisse     | AG2R-La Mondiale                | + 4 s           |
| 3e | David Loosli      | Suisse     | Lampre                          | + 4 s           |
| 4e | Kim Kirchen       | Luxembourg | High Road                       | + 6 s           |
| 5e | Íñigo Landaluze   | Espagne    | Euskaltel-Euskadi               | + 7 s           |
| 6e | Steve Zampieri    | Suisse     | Cofidis-Le Crédit par Téléphone | + 7 s           |
| 7e | Greg Van Avermaet | Belgique   | Silence-Lotto                   | + 10 s          |
| 8e | Philippe Gilbert  | Belgique   | La Française des jeux           | + 10 s          |
| 9e | Maxim Iglinskiy   | Kazakhstan | Astana                          | + 10 s          |
| 10e | Eros Capecchi     | Italie     | Saunier Duval-Scott             | + 10 s          |

Classements annexes
| Classement | Cycliste         | Résultats        |
| ---------- | ---------------- | ---------------- |
| Sprint     | David Loosli     | 12 pts           |
| Montagne   | David Loosli     | 16 pts           |
| Point      | Óscar Freire     | 25 pts           |
| Équipe     | Caisse d'Épargne | 11 h 07 min 45 s |

### 2eétape
La deuxième étape s'est déroulée le 15 juin 2008 entre Langnau et Flums.
| \| Classement de l'étape \| Classement de l'étape \| Classement de l'étape \| Classement de l'étape \| Classement de l'étape \| \| Coureur \| Coureur \| Pays \| Équipe \| Temps \| \| --------------------- \| --------------------- \| --------------------- \| --------------------- \| --------------------- \| \| 1er \| Igor Antón \| Espagne \| Euskaltel-Euskadi \| 5 h 00 min 04 s \| \| 2e \| Kim Kirchen \| Luxembourg \| High Road \| + 6 s \| \| 3e \| Damiano Cunego \| Italie \| Lampre \| + 6 s \| \| 4e \| Fränk Schleck \| Luxembourg \| CSC Saxo Bank \| + 6 s \| \| 5e \| Oliver Zaugg \| Suisse \| Gerolsteiner \| + 8 s \| \| 6e \| Roman Kreuziger \| Tchéquie \| Liquigas \| + 11 s \| \| 7e \| Stijn Devolder \| Belgique \| Quick Step \| + 12 s \| \| 8e \| Thomas Lövkvist \| Suède \| High Road \| + 15 s \| \| 9e \| Andy Schleck \| Luxembourg \| CSC Saxo Bank \| + 30 s \| \| 10e \| Andreas Klöden \| Allemagne \| Astana \| + 30 s \| |                 |            |                   |                 |
| |                 |            |                   |                 |
| |                 |            |                   |                 |
| Classement de l'étape |                 |            |                   |                 |
| Coureur | Coureur         | Pays       | Équipe            | Temps           |
| 1er | Igor Antón      | Espagne    | Euskaltel-Euskadi | 5 h 00 min 04 s |
| 2e | Kim Kirchen     | Luxembourg | High Road         | + 6 s           |
| 3e | Damiano Cunego  | Italie     | Lampre            | + 6 s           |
| 4e | Fränk Schleck   | Luxembourg | CSC Saxo Bank     | + 6 s           |
| 5e | Oliver Zaugg    | Suisse     | Gerolsteiner      | + 8 s           |
| 6e | Roman Kreuziger | Tchéquie   | Liquigas          | + 11 s          |
| 7e | Stijn Devolder  | Belgique   | Quick Step        | + 12 s          |
| 8e | Thomas Lövkvist | Suède      | High Road         | + 15 s          |
| 9e | Andy Schleck    | Luxembourg | CSC Saxo Bank     | + 30 s          |
| 10e | Andreas Klöden  | Allemagne  | Astana            | + 30 s          |

| \| Classement général \| Classement général \| Classement général \| Classement général \| Classement général \| \| Coureur \| Coureur \| Pays \| Équipe \| Temps \| \| ------------------ \| ------------------ \| ------------------ \| ------------------ \| ------------------ \| \| 1er \| Igor Antón \| Espagne \| Euskaltel-Euskadi \| 8 h 42 min 29 s \| \| 2e \| Kim Kirchen \| Luxembourg \| High Road \| + 6 s \| \| 3e \| Damiano Cunego \| Italie \| Lampre \| + 12 s \| \| 4e \| Fränk Schleck \| Luxembourg \| CSC Saxo Bank \| + 16 s \| \| 5e \| Oliver Zaugg \| Suisse \| Gerolsteiner \| + 18 s \| \| 6e \| Roman Kreuziger \| Tchéquie \| Liquigas \| + 21 s \| \| 7e \| Stijn Devolder \| Belgique \| Quick Step \| + 22 s \| \| 8e \| Thomas Lövkvist \| Suède \| High Road \| + 25 s \| \| 9e \| Andy Schleck \| Luxembourg \| CSC Saxo Bank \| + 40 s \| \| 10e \| Andreas Klöden \| Allemagne \| Astana \| + 40 s \| |                 |            |                   |                 |
| |                 |            |                   |                 |
| |                 |            |                   |                 |
| Classement général |                 |            |                   |                 |
| Coureur | Coureur         | Pays       | Équipe            | Temps           |
| 1er | Igor Antón      | Espagne    | Euskaltel-Euskadi | 8 h 42 min 29 s |
| 2e | Kim Kirchen     | Luxembourg | High Road         | + 6 s           |
| 3e | Damiano Cunego  | Italie     | Lampre            | + 12 s          |
| 4e | Fränk Schleck   | Luxembourg | CSC Saxo Bank     | + 16 s          |
| 5e | Oliver Zaugg    | Suisse     | Gerolsteiner      | + 18 s          |
| 6e | Roman Kreuziger | Tchéquie   | Liquigas          | + 21 s          |
| 7e | Stijn Devolder  | Belgique   | Quick Step        | + 22 s          |
| 8e | Thomas Lövkvist | Suède      | High Road         | + 25 s          |
| 9e | Andy Schleck    | Luxembourg | CSC Saxo Bank     | + 40 s          |
| 10e | Andreas Klöden  | Allemagne  | Astana            | + 40 s          |

Classements annexes
| Classement | Cycliste     | Résultats        |
| ---------- | ------------ | ---------------- |
| Sprint     | David Loosli | 14 pts           |
| Montagne   | David Loosli | 21 pts           |
| Point      | Kim Kirchen  | 28 pts           |
| Équipe     | CSC          | 26 h 10 min 11 s |

### 3eétape
La troisième étape s'est déroulée le 16 juin 2008 entre Flums et Gossau.
L'échappée du jour démarre dès le départ de cette étape disputée en grande partie sous la pluie, avec Hervé Duclos-Lassalle (Cofidis) et René Weissinger (Volksbank), rejoints dix kilomètres plus loin par Jeff Louder (BMC Racing). Leur avance culmine à 7 minutes et 30 secondes. Ils sont repris à dix kilomètres de l'arrivée. De nombreux coureurs tentent à leur tour de sortir du peloton, profitant notamment de la côte de 4e catégorie franchie en tête par David Loosli (Lampre). Le peloton se présente cependant groupé à l'arrivée. Parfaitement emmené par Greg Van Avermaet, Robbie McEwen résiste au retour d'Óscar Freire et remporte sa deuxième victoire de la saison.
| \| Classement de l'étape \| Classement de l'étape \| Classement de l'étape \| Classement de l'étape \| Classement de l'étape \| \| Coureur \| Coureur \| Pays \| Équipe \| Temps \| \| --------------------- \| --------------------- \| --------------------- \| --------------------- \| --------------------- \| \| 1er \| Robbie McEwen \| Australie \| Silence-Lotto \| 3 h 50 min 05 s \| \| 2e \| Óscar Freire \| Espagne \| Rabobank \| + 0 s \| \| 3e \| Gerald Ciolek \| Allemagne \| High Road \| + 0 s \| \| 4e \| Robert Förster \| Allemagne \| Gerolsteiner \| + 0 s \| \| 5e \| Danilo Napolitano \| Italie \| Lampre \| + 0 s \| \| 6e \| Aliaksandr Usau \| Biélorussie \| AG2R-La Mondiale \| + 0 s \| \| 7e \| José Joaquín Rojas \| Espagne \| Caisse d'Épargne \| + 0 s \| \| 8e \| Erik Zabel \| Allemagne \| Team Milram \| + 0 s \| \| 9e \| Greg Van Avermaet \| Belgique \| Silence-Lotto \| + 0 s \| \| 10e \| Andreas Dietziker \| Suisse \| Volksbank-Vorarlberg \| + 0 s \| |                    |             |                      |                 |
| |                    |             |                      |                 |
| |                    |             |                      |                 |
| Classement de l'étape |                    |             |                      |                 |
| Coureur | Coureur            | Pays        | Équipe               | Temps           |
| 1er | Robbie McEwen      | Australie   | Silence-Lotto        | 3 h 50 min 05 s |
| 2e | Óscar Freire       | Espagne     | Rabobank             | + 0 s           |
| 3e | Gerald Ciolek      | Allemagne   | High Road            | + 0 s           |
| 4e | Robert Förster     | Allemagne   | Gerolsteiner         | + 0 s           |
| 5e | Danilo Napolitano  | Italie      | Lampre               | + 0 s           |
| 6e | Aliaksandr Usau    | Biélorussie | AG2R-La Mondiale     | + 0 s           |
| 7e | José Joaquín Rojas | Espagne     | Caisse d'Épargne     | + 0 s           |
| 8e | Erik Zabel         | Allemagne   | Team Milram          | + 0 s           |
| 9e | Greg Van Avermaet  | Belgique    | Silence-Lotto        | + 0 s           |
| 10e | Andreas Dietziker  | Suisse      | Volksbank-Vorarlberg | + 0 s           |

| \| Classement général \| Classement général \| Classement général \| Classement général \| Classement général \| \| Coureur \| Coureur \| Pays \| Équipe \| Temps \| \| ------------------ \| ------------------ \| ------------------ \| ------------------ \| ------------------ \| \| 1er \| Igor Antón \| Espagne \| Euskaltel-Euskadi \| 12 h 32 min 34 s \| \| 2e \| Kim Kirchen \| Luxembourg \| High Road \| + 6 s \| \| 3e \| Damiano Cunego \| Italie \| Lampre \| + 12 s \| \| 4e \| Fränk Schleck \| Luxembourg \| CSC Saxo Bank \| + 16 s \| \| 5e \| Oliver Zaugg \| Suisse \| Gerolsteiner \| + 18 s \| \| 6e \| Roman Kreuziger \| Tchéquie \| Liquigas \| + 21 s \| \| 7e \| Stijn Devolder \| Belgique \| Quick Step \| + 22 s \| \| 8e \| Thomas Lövkvist \| Suède \| High Road \| + 25 s \| \| 9e \| Andy Schleck \| Luxembourg \| CSC Saxo Bank \| + 40 s \| \| 10e \| Andreas Klöden \| Allemagne \| Astana \| + 40 s \| |                 |            |                   |                  |
| |                 |            |                   |                  |
| |                 |            |                   |                  |
| Classement général |                 |            |                   |                  |
| Coureur | Coureur         | Pays       | Équipe            | Temps            |
| 1er | Igor Antón      | Espagne    | Euskaltel-Euskadi | 12 h 32 min 34 s |
| 2e | Kim Kirchen     | Luxembourg | High Road         | + 6 s            |
| 3e | Damiano Cunego  | Italie     | Lampre            | + 12 s           |
| 4e | Fränk Schleck   | Luxembourg | CSC Saxo Bank     | + 16 s           |
| 5e | Oliver Zaugg    | Suisse     | Gerolsteiner      | + 18 s           |
| 6e | Roman Kreuziger | Tchéquie   | Liquigas          | + 21 s           |
| 7e | Stijn Devolder  | Belgique   | Quick Step        | + 22 s           |
| 8e | Thomas Lövkvist | Suède      | High Road         | + 25 s           |
| 9e | Andy Schleck    | Luxembourg | CSC Saxo Bank     | + 40 s           |
| 10e | Andreas Klöden  | Allemagne  | Astana            | + 40 s           |

Classements annexes
| Classement | Cycliste        | Résultats        |
| ---------- | --------------- | ---------------- |
| Sprint     | René Weissinger | 18 pts           |
| Montagne   | David Loosli    | 25 pts           |
| Point      | Óscar Freire    | 45 pts           |
| Équipe     | CSC             | 34 h 40 min 26 s |

### 4eétape
La quatrième étape s'est déroulée le 17 juin 2008 entre Gossau et Domat/Ems.
| \| Classement de l'étape \| Classement de l'étape \| Classement de l'étape \| Classement de l'étape \| Classement de l'étape \| \| Coureur \| Coureur \| Pays \| Équipe \| Temps \| \| --------------------- \| --------------------- \| --------------------- \| ------------------------------- \| --------------------- \| \| 1er \| Robbie McEwen \| Australie \| Silence-Lotto \| 4 h 04 min 10 s \| \| 2e \| Óscar Freire \| Espagne \| Rabobank \| + 0 s \| \| 3e \| Gerald Ciolek \| Allemagne \| High Road \| + 0 s \| \| 4e \| Leonardo Duque \| Colombie \| Cofidis-Le Crédit par Téléphone \| + 0 s \| \| 5e \| Markus Zberg \| Suisse \| Gerolsteiner \| + 0 s \| \| 6e \| André Korff \| Allemagne \| Volksbank-Vorarlberg \| + 0 s \| \| 7e \| Danilo Napolitano \| Italie \| Lampre \| + 0 s \| \| 8e \| Alexandre Moos \| Suisse \| BMC Racing Team \| + 0 s \| \| 9e \| Aliaksandr Usau \| Biélorussie \| AG2R-La Mondiale \| + 0 s \| \| 10e \| Danilo Wyss \| Suisse \| BMC Racing Team \| + 0 s \| |                   |             |                                 |                 |
| |                   |             |                                 |                 |
| |                   |             |                                 |                 |
| Classement de l'étape |                   |             |                                 |                 |
| Coureur | Coureur           | Pays        | Équipe                          | Temps           |
| 1er | Robbie McEwen     | Australie   | Silence-Lotto                   | 4 h 04 min 10 s |
| 2e | Óscar Freire      | Espagne     | Rabobank                        | + 0 s           |
| 3e | Gerald Ciolek     | Allemagne   | High Road                       | + 0 s           |
| 4e | Leonardo Duque    | Colombie    | Cofidis-Le Crédit par Téléphone | + 0 s           |
| 5e | Markus Zberg      | Suisse      | Gerolsteiner                    | + 0 s           |
| 6e | André Korff       | Allemagne   | Volksbank-Vorarlberg            | + 0 s           |
| 7e | Danilo Napolitano | Italie      | Lampre                          | + 0 s           |
| 8e | Alexandre Moos    | Suisse      | BMC Racing Team                 | + 0 s           |
| 9e | Aliaksandr Usau   | Biélorussie | AG2R-La Mondiale                | + 0 s           |
| 10e | Danilo Wyss       | Suisse      | BMC Racing Team                 | + 0 s           |

| \| Classement général \| Classement général \| Classement général \| Classement général \| Classement général \| \| Coureur \| Coureur \| Pays \| Équipe \| Temps \| \| ------------------ \| ------------------ \| ------------------ \| ------------------ \| ------------------ \| \| 1er \| Igor Antón \| Espagne \| Euskaltel-Euskadi \| 16 h 36 min 44 s \| \| 2e \| Kim Kirchen \| Luxembourg \| High Road \| + 6 s \| \| 3e \| Damiano Cunego \| Italie \| Lampre \| + 12 s \| \| 4e \| Fränk Schleck \| Luxembourg \| CSC Saxo Bank \| + 16 s \| \| 5e \| Oliver Zaugg \| Suisse \| Gerolsteiner \| + 18 s \| \| 6e \| Roman Kreuziger \| Tchéquie \| Liquigas \| + 21 s \| \| 7e \| Stijn Devolder \| Belgique \| Quick Step \| + 22 s \| \| 8e \| Thomas Lövkvist \| Suède \| High Road \| + 25 s \| \| 9e \| Andy Schleck \| Luxembourg \| CSC Saxo Bank \| + 40 s \| \| 10e \| Andreas Klöden \| Allemagne \| Astana \| + 40 s \| |                 |            |                   |                  |
| |                 |            |                   |                  |
| |                 |            |                   |                  |
| Classement général |                 |            |                   |                  |
| Coureur | Coureur         | Pays       | Équipe            | Temps            |
| 1er | Igor Antón      | Espagne    | Euskaltel-Euskadi | 16 h 36 min 44 s |
| 2e | Kim Kirchen     | Luxembourg | High Road         | + 6 s            |
| 3e | Damiano Cunego  | Italie     | Lampre            | + 12 s           |
| 4e | Fränk Schleck   | Luxembourg | CSC Saxo Bank     | + 16 s           |
| 5e | Oliver Zaugg    | Suisse     | Gerolsteiner      | + 18 s           |
| 6e | Roman Kreuziger | Tchéquie   | Liquigas          | + 21 s           |
| 7e | Stijn Devolder  | Belgique   | Quick Step        | + 22 s           |
| 8e | Thomas Lövkvist | Suède      | High Road         | + 25 s           |
| 9e | Andy Schleck    | Luxembourg | CSC Saxo Bank     | + 40 s           |
| 10e | Andreas Klöden  | Allemagne  | Astana            | + 40 s           |

Classements annexes
| Classement | Cycliste        | Résultats        |
| ---------- | --------------- | ---------------- |
| Sprint     | René Weissinger | 18 pts           |
| Montagne   | David Loosli    | 26 pts           |
| Point      | Óscar Freire    | 65 pts           |
| Équipe     | CSC             | 49 h 52 min 56 s |

### 5eétape
La cinquième étape s'est déroulée le 18 juin 2008 entre Domat/Ems et Caslano.
Cette étape de 190 kilomètres part de Domat/Ems dans le canton des Grisons puis suit le cours du Rhin antérieur jusque Disentis, en faisant un détour à Flims où se trouve une côte de 3e catégorie au 14e kilomètre. Le trajet se dirige ensuite vers le sud pour franchir la principale difficulté du jour, le col du Lukmanier (1re catégorie) qui culmine à 1940 mètres au 70e kilomètre. La descente mène à Biasca, dans le canton du Tessin. Dans les cinquante derniers kilomètres se trouvent le col du Monte Ceneri (3e catégorie) puis la côte de Cademario (2e catégorie), dont le sommet est situé à 16 kilomètres de l'arrivée. La descente mène à Caslano où s'achève l'étape.
Une quinzaine coureurs parviennent à s'extraire du peloton après 15 kilomètres de course : Pietro Caucchioli (Crédit agricole), Pieter Jacobs (Silence-Lotto), Sylvain Chavanel (Cofidis), Maxim Iglinskiy (Astana), Marco Marzano (Lampre), Mathieu Perget (Caisse d'Épargne), Morris Possoni (High Road), José Rujano (Caisse d'Épargne), Johann Tschopp (Bouygues Telecom), Alessandro Vanotti (Liquigas), Benoît Vaugrenard (La Française des jeux) et Giovanni Visconti (Quick Step), Jens Voigt (CSC). Après une attaque vaine de Chavanel dans le col de Monte Cereni, tous sont repris par le peloton à 25 kilomètres de l'arrivée.
La côte de Cademario est le terrain de nouvelles attaques. Stijn Devolder (Quick Step) et Sergueï Ivanov (Astana) s'échappent dans les premiers lacets puis sont rattrapés par le groupe du leader Igor Antón. En fin d'ascension, Fränk Schleck (CSC) attaque, suivi de Markus Fothen (Gerolsteiner). Celui-ci rejoint Schleck dans la descente.
À quatre kilomètres du but, Schleck, qui semble en mesure de prendre la première place du classement général, manque un virage, heurte la rambarde et bascule dans le ravin pour chuter 3 à 4 mètres en contrebas. Il parvient à se relever et, avec l'aide de son directeur sportif Kim Andersen, à remonter sur son vélo. Il gagne l'arrivée en 44e position, avec près de 3 minutes de retard.
Fothen poursuit seul la course en tête et remporte l'étape à Caslano. Serguei Ivanov, qui a à nouveau attaqué dans le final, est deuxième à 50 secondes. Le groupe d'Igor Antón, composé de 17 coureurs, arrivé avec 57 secondes de retard et est réglé par Markus Zberg.
Damiano Cunego, qui perd près d'une minute sur Antón, descend à la 15e place du classement général. Oliver Zaugg est troisième,.
| \| Classement de l'étape \| Classement de l'étape \| Classement de l'étape \| Classement de l'étape \| Classement de l'étape \| \| Coureur \| Coureur \| Pays \| Équipe \| Temps \| \| --------------------- \| --------------------- \| --------------------- \| --------------------- \| --------------------- \| \| 1er \| Markus Fothen \| Allemagne \| Gerolsteiner \| 4 h 47 min 31 s \| \| 2e \| Sergueï Ivanov \| Russie \| Astana \| + 50 s \| \| 3e \| Markus Zberg \| Suisse \| Gerolsteiner \| + 57 s \| \| 4e \| Michael Albasini \| Suisse \| Liquigas \| + 57 s \| \| 5e \| Alexandre Botcharov \| Russie \| Crédit Agricole \| + 57 s \| \| 6e \| Stefan Schumacher \| Allemagne \| Gerolsteiner \| + 57 s \| \| 7e \| Daniel Moreno \| Espagne \| Caisse d'Épargne \| + 57 s \| \| 8e \| Andy Schleck \| Luxembourg \| CSC Saxo Bank \| + 57 s \| \| 9e \| Stijn Devolder \| Belgique \| Quick Step \| + 57 s \| \| 10e \| Christian Knees \| Allemagne \| Team Milram \| + 57 s \| |                     |            |                  |                 |
| |                     |            |                  |                 |
| |                     |            |                  |                 |
| Classement de l'étape |                     |            |                  |                 |
| Coureur | Coureur             | Pays       | Équipe           | Temps           |
| 1er | Markus Fothen       | Allemagne  | Gerolsteiner     | 4 h 47 min 31 s |
| 2e | Sergueï Ivanov      | Russie     | Astana           | + 50 s          |
| 3e | Markus Zberg        | Suisse     | Gerolsteiner     | + 57 s          |
| 4e | Michael Albasini    | Suisse     | Liquigas         | + 57 s          |
| 5e | Alexandre Botcharov | Russie     | Crédit Agricole  | + 57 s          |
| 6e | Stefan Schumacher   | Allemagne  | Gerolsteiner     | + 57 s          |
| 7e | Daniel Moreno       | Espagne    | Caisse d'Épargne | + 57 s          |
| 8e | Andy Schleck        | Luxembourg | CSC Saxo Bank    | + 57 s          |
| 9e | Stijn Devolder      | Belgique   | Quick Step       | + 57 s          |
| 10e | Christian Knees     | Allemagne  | Team Milram      | + 57 s          |

| \| Classement général \| Classement général \| Classement général \| Classement général \| Classement général \| \| Coureur \| Coureur \| Pays \| Équipe \| Temps \| \| ------------------ \| ------------------ \| ------------------ \| ------------------ \| ------------------ \| \| 1er \| Igor Antón \| Espagne \| Euskaltel-Euskadi \| 21 h 25 min 12 s \| \| 2e \| Kim Kirchen \| Luxembourg \| High Road \| + 6 s \| \| 3e \| Oliver Zaugg \| Suisse \| Gerolsteiner \| + 18 s \| \| 4e \| Roman Kreuziger \| Tchéquie \| Liquigas \| + 21 s \| \| 5e \| Stijn Devolder \| Belgique \| Quick Step \| + 22 s \| \| 6e \| Thomas Lövkvist \| Suède \| High Road \| + 25 s \| \| 7e \| Markus Fothen \| Allemagne \| Gerolsteiner \| + 31 s \| \| 8e \| Andy Schleck \| Luxembourg \| CSC Saxo Bank \| + 40 s \| \| 9e \| Sergueï Ivanov \| Russie \| Astana \| + 50 s \| \| 10e \| Andreas Klöden \| Allemagne \| Astana \| + 1 min 00 s \| |                 |            |                   |                  |
| |                 |            |                   |                  |
| |                 |            |                   |                  |
| Classement général |                 |            |                   |                  |
| Coureur | Coureur         | Pays       | Équipe            | Temps            |
| 1er | Igor Antón      | Espagne    | Euskaltel-Euskadi | 21 h 25 min 12 s |
| 2e | Kim Kirchen     | Luxembourg | High Road         | + 6 s            |
| 3e | Oliver Zaugg    | Suisse     | Gerolsteiner      | + 18 s           |
| 4e | Roman Kreuziger | Tchéquie   | Liquigas          | + 21 s           |
| 5e | Stijn Devolder  | Belgique   | Quick Step        | + 22 s           |
| 6e | Thomas Lövkvist | Suède      | High Road         | + 25 s           |
| 7e | Markus Fothen   | Allemagne  | Gerolsteiner      | + 31 s           |
| 8e | Andy Schleck    | Luxembourg | CSC Saxo Bank     | + 40 s           |
| 9e | Sergueï Ivanov  | Russie     | Astana            | + 50 s           |
| 10e | Andreas Klöden  | Allemagne  | Astana            | + 1 min 00 s     |

Classements annexes
| Classement | Cycliste        | Résultats        |
| ---------- | --------------- | ---------------- |
| Sprint     | René Weissinger | 18 pts           |
| Montagne   | David Loosli    | 26 pts           |
| Point      | Óscar Freire    | 65 pts           |
| Équipe     | Gerolsteiner    | 64 h 18 min 55 s |

### 6eétape

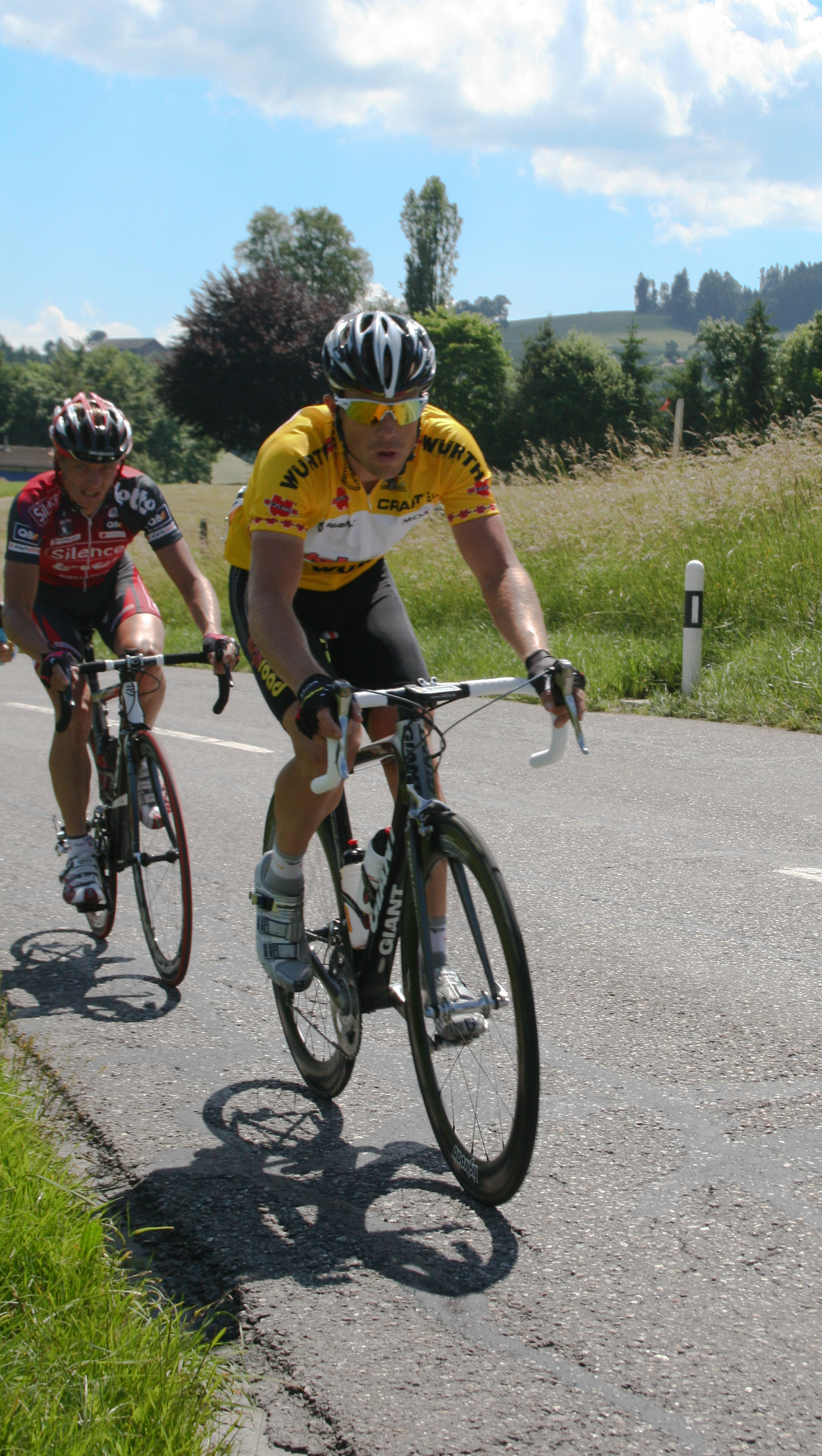
Kim Kirchen le lendemain de sa victoire, avec le maillot jaune de leader.

La sixième étape s'est déroulée le 19 juin 2008 entre Caslano et Verbier.
Longue de 188 kilomètres, cette étape prend son départ à Ambrì, dans le canton du Tessin. La première difficulté survient dès le début du parcours. Il s'agit du col du Nufenen, classé hors-catégorie, et qui s'élève à 2479 mètres après 28 kilomètres de course. La descente mène à Ulrichen, dans le canton du Valais. À partir de cette localité, le peloton suit le cours du Rhône sur près de 120 kilomètres, jusque Martigny. Le trajet remonte ensuite la Dranse, pour aller vers l'arrivée à Verbier via une côte de 1re catégorie
| \| Classement de l'étape \| Classement de l'étape \| Classement de l'étape \| Classement de l'étape \| Classement de l'étape \| \| Coureur \| Coureur \| Pays \| Équipe \| Temps \| \| --------------------- \| --------------------- \| --------------------- \| --------------------- \| --------------------- \| \| 1er \| Kim Kirchen \| Luxembourg \| High Road \| 5 h 29 min 23 s \| \| 2e \| Andreas Klöden \| Allemagne \| Astana \| + 0 s \| \| 3e \| Roman Kreuziger \| Tchéquie \| Liquigas \| + 6 s \| \| 4e \| Sergueï Ivanov \| Russie \| Astana \| + 12 s \| \| 5e \| Stijn Devolder \| Belgique \| Quick Step \| + 20 s \| \| 6e \| Andy Schleck \| Luxembourg \| CSC Saxo Bank \| + 20 s \| \| 7e \| Thomas Lövkvist \| Suède \| High Road \| + 27 s \| \| 8e \| Igor Antón \| Espagne \| Euskaltel-Euskadi \| + 29 s \| \| 9e \| Damiano Cunego \| Italie \| Lampre \| + 31 s \| \| 10e \| Markus Fothen \| Allemagne \| Gerolsteiner \| + 31 s \| |                 |            |                   |                 |
| |                 |            |                   |                 |
| |                 |            |                   |                 |
| Classement de l'étape |                 |            |                   |                 |
| Coureur | Coureur         | Pays       | Équipe            | Temps           |
| 1er | Kim Kirchen     | Luxembourg | High Road         | 5 h 29 min 23 s |
| 2e | Andreas Klöden  | Allemagne  | Astana            | + 0 s           |
| 3e | Roman Kreuziger | Tchéquie   | Liquigas          | + 6 s           |
| 4e | Sergueï Ivanov  | Russie     | Astana            | + 12 s          |
| 5e | Stijn Devolder  | Belgique   | Quick Step        | + 20 s          |
| 6e | Andy Schleck    | Luxembourg | CSC Saxo Bank     | + 20 s          |
| 7e | Thomas Lövkvist | Suède      | High Road         | + 27 s          |
| 8e | Igor Antón      | Espagne    | Euskaltel-Euskadi | + 29 s          |
| 9e | Damiano Cunego  | Italie     | Lampre            | + 31 s          |
| 10e | Markus Fothen   | Allemagne  | Gerolsteiner      | + 31 s          |

| \| Classement général \| Classement général \| Classement général \| Classement général \| Classement général \| \| Coureur \| Coureur \| Pays \| Équipe \| Temps \| \| ------------------ \| ------------------ \| ------------------ \| ------------------ \| ------------------ \| \| 1er \| Kim Kirchen \| Luxembourg \| High Road \| 26 h 54 min 31 s \| \| 2e \| Roman Kreuziger \| Tchéquie \| Liquigas \| + 27 s \| \| 3e \| Igor Antón \| Espagne \| Euskaltel-Euskadi \| + 33 s \| \| 4e \| Stijn Devolder \| Belgique \| Quick Step \| + 46 s \| \| 5e \| Thomas Lövkvist \| Suède \| High Road \| + 56 s \| \| 6e \| Andreas Klöden \| Allemagne \| Astana \| + 58 s \| \| 7e \| Andy Schleck \| Luxembourg \| CSC Saxo Bank \| + 1 min 04 s \| \| 8e \| Sergueï Ivanov \| Russie \| Astana \| + 1 min 06 s \| \| 9e \| Markus Fothen \| Allemagne \| Gerolsteiner \| + 1 min 06 s \| \| 10e \| Oliver Zaugg \| Suisse \| Gerolsteiner \| + 1 min 13 s \| |                 |            |                   |                  |
| |                 |            |                   |                  |
| |                 |            |                   |                  |
| Classement général |                 |            |                   |                  |
| Coureur | Coureur         | Pays       | Équipe            | Temps            |
| 1er | Kim Kirchen     | Luxembourg | High Road         | 26 h 54 min 31 s |
| 2e | Roman Kreuziger | Tchéquie   | Liquigas          | + 27 s           |
| 3e | Igor Antón      | Espagne    | Euskaltel-Euskadi | + 33 s           |
| 4e | Stijn Devolder  | Belgique   | Quick Step        | + 46 s           |
| 5e | Thomas Lövkvist | Suède      | High Road         | + 56 s           |
| 6e | Andreas Klöden  | Allemagne  | Astana            | + 58 s           |
| 7e | Andy Schleck    | Luxembourg | CSC Saxo Bank     | + 1 min 04 s     |
| 8e | Sergueï Ivanov  | Russie     | Astana            | + 1 min 06 s     |
| 9e | Markus Fothen   | Allemagne  | Gerolsteiner      | + 1 min 06 s     |
| 10e | Oliver Zaugg    | Suisse     | Gerolsteiner      | + 1 min 13 s     |

Classements annexes
| Classement | Cycliste        | Résultats        |
| ---------- | --------------- | ---------------- |
| Sprint     | René Weissinger | 18 pts           |
| Montagne   | David Loosli    | 41 pts           |
| Point      | Óscar Freire    | 65 pts           |
| Équipe     | Astana          | 80 h 50 min 08 s |

### 7eétape
La septième étape s'est déroulée le 20 juin 2008 entre Gruyères et Lyss.

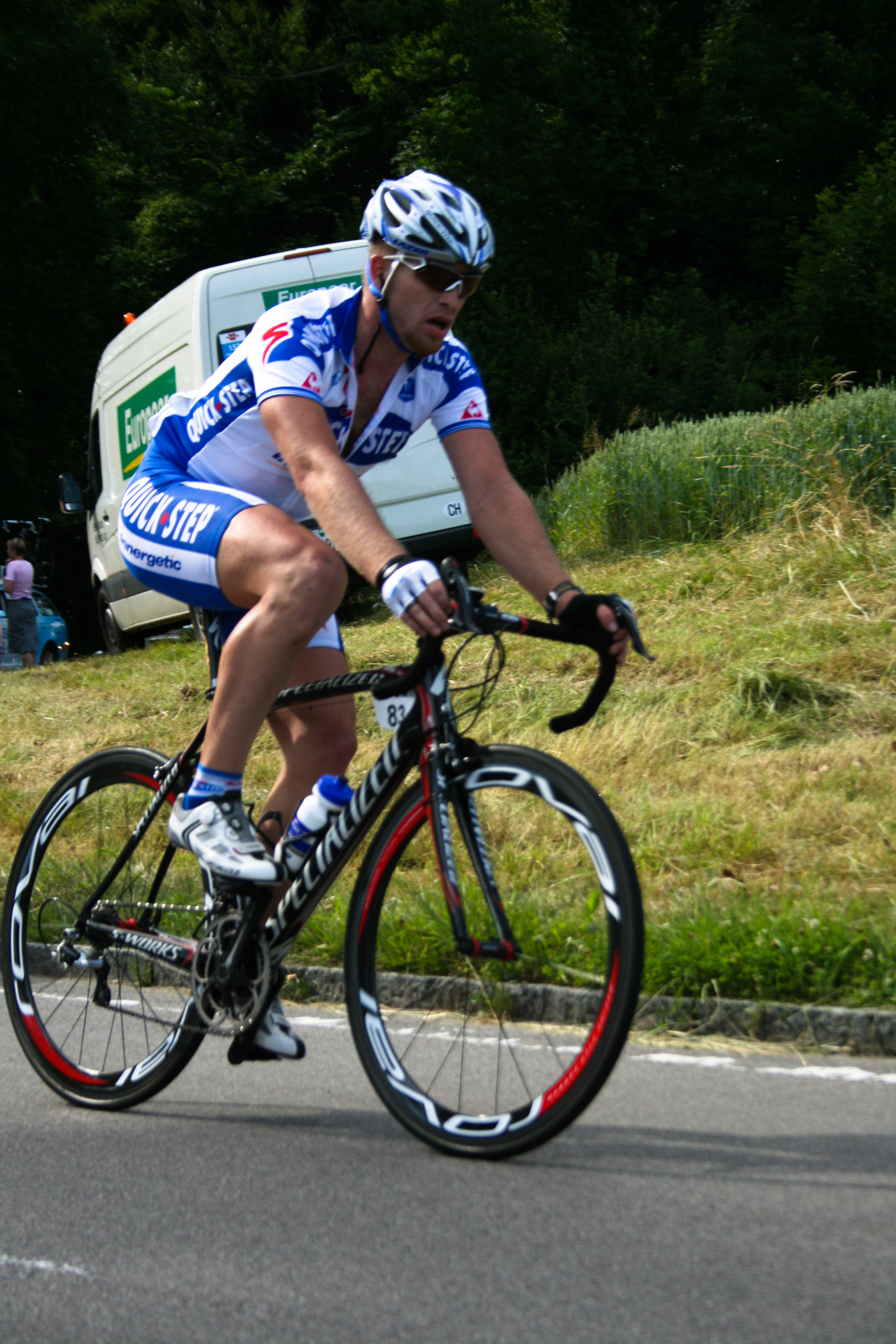
Sébastien Rosseler, présent dans le groupe d'échappés

Après que deux groupes de 8 puis 18 coureurs se sont portés en tête en vain, quatre coureurs lancent l'échappée du jour : Roman Kreuziger (Liquigas), Sébastien Rosseler (Quick Step), Ronny Scholz (Gerolsteiner) et Johan Vansummeren (Silence-Lotto). Kreuziger, deuxième au classement général, laisse partir ses trois compagnons, conscient que le peloton ne le laissera pas s'échapper.
Les trois hommes restent en tête de la course jusqu'à 17 kilomètres de l'arrivée. Peu avant la dernière côte Leif Hoste (Silence-Lotto), Maxim Iglinskiy (Astana) et David Loosli (Lampre) attaquent, bientôt rejoint par Fabian Cancellara et Markus Fothen. Alors que Philippe Gilbert et Kim Kirchen arrivent également, Cancellara porte une attaque brutale et distance ses compagnons. Parvenant à résister au retour du peloton dans les cinq derniers kilomètres, il s'impose en solitaire à Lyss, avec deux secondes d'avance sur le peloton réglé par Erik Zabel et Robbie McEwen.
| \| Classement de l'étape \| Classement de l'étape \| Classement de l'étape \| Classement de l'étape \| Classement de l'étape \| \| Coureur \| Coureur \| Pays \| Équipe \| Temps \| \| --------------------- \| --------------------- \| --------------------- \| --------------------- \| --------------------- \| \| 1er \| Fabian Cancellara \| Suisse \| CSC Saxo Bank \| 3 h 47 min 09 s \| \| 2e \| Erik Zabel \| Allemagne \| Team Milram \| + 2 s \| \| 3e \| Robbie McEwen \| Australie \| Silence-Lotto \| + 2 s \| \| 4e \| Robert Förster \| Allemagne \| Gerolsteiner \| + 2 s \| \| 5e \| Danilo Napolitano \| Italie \| Lampre \| + 2 s \| \| 6e \| Danilo Wyss \| Suisse \| BMC Racing Team \| + 2 s \| \| 7e \| Markus Zberg \| Suisse \| Gerolsteiner \| + 2 s \| \| 8e \| Anthony Geslin \| France \| Bouygues Telecom \| + 2 s \| \| 9e \| Óscar Freire \| Espagne \| Rabobank \| + 2 s \| \| 10e \| Sébastien Hinault \| France \| Crédit Agricole \| + 2 s \| |                   |           |                  |                 |
| |                   |           |                  |                 |
| |                   |           |                  |                 |
| Classement de l'étape |                   |           |                  |                 |
| Coureur | Coureur           | Pays      | Équipe           | Temps           |
| 1er | Fabian Cancellara | Suisse    | CSC Saxo Bank    | 3 h 47 min 09 s |
| 2e | Erik Zabel        | Allemagne | Team Milram      | + 2 s           |
| 3e | Robbie McEwen     | Australie | Silence-Lotto    | + 2 s           |
| 4e | Robert Förster    | Allemagne | Gerolsteiner     | + 2 s           |
| 5e | Danilo Napolitano | Italie    | Lampre           | + 2 s           |
| 6e | Danilo Wyss       | Suisse    | BMC Racing Team  | + 2 s           |
| 7e | Markus Zberg      | Suisse    | Gerolsteiner     | + 2 s           |
| 8e | Anthony Geslin    | France    | Bouygues Telecom | + 2 s           |
| 9e | Óscar Freire      | Espagne   | Rabobank         | + 2 s           |
| 10e | Sébastien Hinault | France    | Crédit Agricole  | + 2 s           |

| \| Classement général \| Classement général \| Classement général \| Classement général \| Classement général \| \| Coureur \| Coureur \| Pays \| Équipe \| Temps \| \| ------------------ \| ------------------ \| ------------------ \| ------------------ \| ------------------ \| \| 1er \| Kim Kirchen \| Luxembourg \| High Road \| 30 h 41 min 42 s \| \| 2e \| Roman Kreuziger \| Tchéquie \| Liquigas \| + 27 s \| \| 3e \| Igor Antón \| Espagne \| Euskaltel-Euskadi \| + 33 s \| \| 4e \| Stijn Devolder \| Belgique \| Quick Step \| + 46 s \| \| 5e \| Thomas Lövkvist \| Suède \| High Road \| + 56 s \| \| 6e \| Andreas Klöden \| Allemagne \| Astana \| + 58 s \| \| 7e \| Andy Schleck \| Luxembourg \| CSC Saxo Bank \| + 1 min 04 s \| \| 8e \| Sergueï Ivanov \| Russie \| Astana \| + 1 min 06 s \| \| 9e \| Markus Fothen \| Allemagne \| Gerolsteiner \| + 1 min 06 s \| \| 10e \| Oliver Zaugg \| Suisse \| Gerolsteiner \| + 1 min 13 s \| |                 |            |                   |                  |
| |                 |            |                   |                  |
| |                 |            |                   |                  |
| Classement général |                 |            |                   |                  |
| Coureur | Coureur         | Pays       | Équipe            | Temps            |
| 1er | Kim Kirchen     | Luxembourg | High Road         | 30 h 41 min 42 s |
| 2e | Roman Kreuziger | Tchéquie   | Liquigas          | + 27 s           |
| 3e | Igor Antón      | Espagne    | Euskaltel-Euskadi | + 33 s           |
| 4e | Stijn Devolder  | Belgique   | Quick Step        | + 46 s           |
| 5e | Thomas Lövkvist | Suède      | High Road         | + 56 s           |
| 6e | Andreas Klöden  | Allemagne  | Astana            | + 58 s           |
| 7e | Andy Schleck    | Luxembourg | CSC Saxo Bank     | + 1 min 04 s     |
| 8e | Sergueï Ivanov  | Russie     | Astana            | + 1 min 06 s     |
| 9e | Markus Fothen   | Allemagne  | Gerolsteiner      | + 1 min 06 s     |
| 10e | Oliver Zaugg    | Suisse     | Gerolsteiner      | + 1 min 13 s     |

Classements annexes
| Classement | Cycliste        | Résultats        |
| ---------- | --------------- | ---------------- |
| Sprint     | René Weissinger | 18 pts           |
| Montagne   | Maxim Iglinskiy | 42 pts           |
| Point      | Óscar Freire    | 72 pts           |
| Équipe     | Astana          | 80 h 50 min 08 s |

### 8eétape
La huitième étape s'est déroulée le 21 juin 2008 entre Altdorf et le col du Klausen.
| \| Classement de l'étape \| Classement de l'étape \| Classement de l'étape \| Classement de l'étape \| Classement de l'étape \| \| Coureur \| Coureur \| Pays \| Équipe \| Temps \| \| --------------------- \| --------------------- \| --------------------- \| --------------------- \| --------------------- \| \| 1er \| Roman Kreuziger \| Tchéquie \| Liquigas \| 1 h 00 min 22 s \| \| 2e \| José Rujano \| Venezuela \| Caisse d'Épargne \| + 16 s \| \| 3e \| Andreas Klöden \| Allemagne \| Astana \| + 17 s \| \| 4e \| Damiano Cunego \| Italie \| Lampre \| + 54 s \| \| 5e \| Fränk Schleck \| Luxembourg \| CSC Saxo Bank \| + 1 min 26 s \| \| 6e \| Jens Voigt \| Allemagne \| CSC Saxo Bank \| + 1 min 35 s \| \| 7e \| Igor Antón \| Espagne \| Euskaltel-Euskadi \| + 1 min 49 s \| \| 8e \| Thomas Lövkvist \| Suède \| High Road \| + 2 min 08 s \| \| 9e \| Andy Schleck \| Luxembourg \| CSC Saxo Bank \| + 2 min 20 s \| \| 10e \| Laurens ten Dam \| Pays-Bas \| Rabobank \| + 2 min 50 s \| |                 |            |                   |                 |
| |                 |            |                   |                 |
| |                 |            |                   |                 |
| Classement de l'étape |                 |            |                   |                 |
| Coureur | Coureur         | Pays       | Équipe            | Temps           |
| 1er | Roman Kreuziger | Tchéquie   | Liquigas          | 1 h 00 min 22 s |
| 2e | José Rujano     | Venezuela  | Caisse d'Épargne  | + 16 s          |
| 3e | Andreas Klöden  | Allemagne  | Astana            | + 17 s          |
| 4e | Damiano Cunego  | Italie     | Lampre            | + 54 s          |
| 5e | Fränk Schleck   | Luxembourg | CSC Saxo Bank     | + 1 min 26 s    |
| 6e | Jens Voigt      | Allemagne  | CSC Saxo Bank     | + 1 min 35 s    |
| 7e | Igor Antón      | Espagne    | Euskaltel-Euskadi | + 1 min 49 s    |
| 8e | Thomas Lövkvist | Suède      | High Road         | + 2 min 08 s    |
| 9e | Andy Schleck    | Luxembourg | CSC Saxo Bank     | + 2 min 20 s    |
| 10e | Laurens ten Dam | Pays-Bas   | Rabobank          | + 2 min 50 s    |

| \| Classement général \| Classement général \| Classement général \| Classement général \| Classement général \| \| Coureur \| Coureur \| Pays \| Équipe \| Temps \| \| ------------------ \| ------------------ \| ------------------ \| ------------------ \| ------------------ \| \| 1er \| Roman Kreuziger \| Tchéquie \| Liquigas \| 31 h 42 min 31 s \| \| 2e \| Andreas Klöden \| Allemagne \| Astana \| + 49 s \| \| 3e \| Igor Antón \| Espagne \| Euskaltel-Euskadi \| + 1 min 55 s \| \| 4e \| Damiano Cunego \| Italie \| Lampre \| + 2 min 11 s \| \| 5e \| Thomas Lövkvist \| Suède \| High Road \| + 2 min 37 s \| \| 6e \| Andy Schleck \| Luxembourg \| CSC Saxo Bank \| + 2 min 57 s \| \| 7e \| Kim Kirchen \| Luxembourg \| High Road \| + 2 min 58 s \| \| 8e \| Markus Fothen \| Allemagne \| Gerolsteiner \| + 4 min 08 s \| \| 9e \| Christian Knees \| Allemagne \| Team Milram \| + 4 min 18 s \| \| 10e \| Laurens ten Dam \| Pays-Bas \| Rabobank \| + 4 min 26 s \| |                 |            |                   |                  |
| |                 |            |                   |                  |
| |                 |            |                   |                  |
| Classement général |                 |            |                   |                  |
| Coureur | Coureur         | Pays       | Équipe            | Temps            |
| 1er | Roman Kreuziger | Tchéquie   | Liquigas          | 31 h 42 min 31 s |
| 2e | Andreas Klöden  | Allemagne  | Astana            | + 49 s           |
| 3e | Igor Antón      | Espagne    | Euskaltel-Euskadi | + 1 min 55 s     |
| 4e | Damiano Cunego  | Italie     | Lampre            | + 2 min 11 s     |
| 5e | Thomas Lövkvist | Suède      | High Road         | + 2 min 37 s     |
| 6e | Andy Schleck    | Luxembourg | CSC Saxo Bank     | + 2 min 57 s     |
| 7e | Kim Kirchen     | Luxembourg | High Road         | + 2 min 58 s     |
| 8e | Markus Fothen   | Allemagne  | Gerolsteiner      | + 4 min 08 s     |
| 9e | Christian Knees | Allemagne  | Team Milram       | + 4 min 18 s     |
| 10e | Laurens ten Dam | Pays-Bas   | Rabobank          | + 4 min 26 s     |

Classements annexes
| Classement | Cycliste        | Résultats        |
| ---------- | --------------- | ---------------- |
| Sprint     | René Weissinger | 18 pts           |
| Montagne   | Maxim Iglinskiy | 42 pts           |
| Point      | Óscar Freire    | 72 pts           |
| Équipe     | Astana          | 95 h 20 min 28 s |

### 9eétape
La neuvième étape s'est déroulée le 22 juin 2008 entre Altdorf et Berne.
Cette dernière étape longue de 168 kilomètres part de Altdorf dans le canton d'Uri. Le début de parcours est relativement plat, puis s'élève légèrement pour culminer à 800 mètres à Affoltern im Emmental. Deux côtes de quatrième catégorie sont présentes dans les trente derniers kilomètres. Les coureurs effectuent un premier passage sur la ligne d'arrivée à Berne après 148 kilomètres de course puis emprunte un circuit de 19,8 kilomètres autour de la capitale suisse.
L'échappée du jour se forme après 30 kilomètres de course, composée de Hervé Duclos-Lassalle (Cofidis), Darren Lill (BMC Racing), Francisco Pérez Sánchez (Caisse d'Épargne), Maarten Tjallingii (Silence-Lotto) et René Weissinger (Volsbank). Leur avance sur le peloton, contrôlé par Liquigas, n'excède pas 4 minutes. Weissinger s'assure la victoire au classement du sprint en franchissant en première place le premier sprint intermédiaire. Huit kilomètres avant l'arrivée, le peloton rejoint les cinq hommes.
À 1500 mètres du but, Philippe Gilbert (La Française des jeux) attaque. Seul Fabian Cancellara parvient à le suivre. Gilbert lance le sprint, mais est repris et  dépassé par le Suisse dans le dernier hectomètre. Déjà vainqueur l'avant-veille, Cancellara remporte une nouvelle course en s'extirpant du peloton dans le final. Ce succès lui offre également la première place du classement par points, le leader Óscar Freire n'ayant pas pris le départ de l'étape.
La tête du classement général ne subit pas de modification. Le jeune Tchèque Roman Kreuziger (Liquigas) acquiert donc le premier succès majeur de sa carrière.
| \| Classement de l'étape \| Classement de l'étape \| Classement de l'étape \| Classement de l'étape \| Classement de l'étape \| \| Coureur \| Coureur \| Pays \| Équipe \| Temps \| \| --------------------- \| --------------------- \| --------------------- \| --------------------- \| --------------------- \| \| 1er \| Fabian Cancellara \| Suisse \| CSC Saxo Bank \| 4 h 01 min 07 s \| \| 2e \| Philippe Gilbert \| Belgique \| La Française des jeux \| + 0 s \| \| 3e \| Daniel Moreno \| Espagne \| Caisse d'Épargne \| + 4 s \| \| 4e \| Matteo Tosatto \| Italie \| Quick Step \| + 5 s \| \| 5e \| Markus Zberg \| Suisse \| Gerolsteiner \| + 8 s \| \| 6e \| Greg Van Avermaet \| Belgique \| Silence-Lotto \| + 8 s \| \| 7e \| Sergueï Ivanov \| Russie \| Astana \| + 8 s \| \| 8e \| José Joaquín Rojas \| Espagne \| Caisse d'Épargne \| + 8 s \| \| 9e \| Alessandro Ballan \| Italie \| Lampre \| + 8 s \| \| 10e \| Erik Zabel \| Allemagne \| Team Milram \| + 8 s \| |                    |           |                       |                 |
| |                    |           |                       |                 |
| |                    |           |                       |                 |
| Classement de l'étape |                    |           |                       |                 |
| Coureur | Coureur            | Pays      | Équipe                | Temps           |
| 1er | Fabian Cancellara  | Suisse    | CSC Saxo Bank         | 4 h 01 min 07 s |
| 2e | Philippe Gilbert   | Belgique  | La Française des jeux | + 0 s           |
| 3e | Daniel Moreno      | Espagne   | Caisse d'Épargne      | + 4 s           |
| 4e | Matteo Tosatto     | Italie    | Quick Step            | + 5 s           |
| 5e | Markus Zberg       | Suisse    | Gerolsteiner          | + 8 s           |
| 6e | Greg Van Avermaet  | Belgique  | Silence-Lotto         | + 8 s           |
| 7e | Sergueï Ivanov     | Russie    | Astana                | + 8 s           |
| 8e | José Joaquín Rojas | Espagne   | Caisse d'Épargne      | + 8 s           |
| 9e | Alessandro Ballan  | Italie    | Lampre                | + 8 s           |
| 10e | Erik Zabel         | Allemagne | Team Milram           | + 8 s           |

## Classements finals

### Classement général
| \| Classement général \| Classement général \| Classement général \| Classement général \| Classement général \| \| Coureur \| Coureur \| Pays \| Équipe \| Temps \| \| ------------------ \| ------------------ \| ------------------ \| ------------------ \| ------------------ \| \| 1er \| Roman Kreuziger \| Tchéquie \| Liquigas \| 35 h 43 min 46 s \| \| 2e \| Andreas Klöden \| Allemagne \| Astana \| + 49 s \| \| 3e \| Igor Antón \| Espagne \| Euskaltel-Euskadi \| + 1 min 55 s \| \| 4e \| Damiano Cunego \| Italie \| Lampre \| + 2 min 11 s \| \| 5e \| Thomas Lövkvist \| Suède \| High Road \| + 2 min 37 s \| \| 6e \| Andy Schleck \| Luxembourg \| CSC Saxo Bank \| + 2 min 57 s \| \| 7e \| Kim Kirchen \| Luxembourg \| High Road \| + 2 min 58 s \| \| 8e \| Markus Fothen \| Allemagne \| Gerolsteiner \| + 4 min 08 s \| \| 9e \| Christian Knees \| Allemagne \| Team Milram \| + 4 min 18 s \| \| 10e \| Laurens ten Dam \| Pays-Bas \| Rabobank \| + 4 min 26 s \| |                 |            |                   |                  |
| |                 |            |                   |                  |
| |                 |            |                   |                  |
| Classement général |                 |            |                   |                  |
| Coureur | Coureur         | Pays       | Équipe            | Temps            |
| 1er | Roman Kreuziger | Tchéquie   | Liquigas          | 35 h 43 min 46 s |
| 2e | Andreas Klöden  | Allemagne  | Astana            | + 49 s           |
| 3e | Igor Antón      | Espagne    | Euskaltel-Euskadi | + 1 min 55 s     |
| 4e | Damiano Cunego  | Italie     | Lampre            | + 2 min 11 s     |
| 5e | Thomas Lövkvist | Suède      | High Road         | + 2 min 37 s     |
| 6e | Andy Schleck    | Luxembourg | CSC Saxo Bank     | + 2 min 57 s     |
| 7e | Kim Kirchen     | Luxembourg | High Road         | + 2 min 58 s     |
| 8e | Markus Fothen   | Allemagne  | Gerolsteiner      | + 4 min 08 s     |
| 9e | Christian Knees | Allemagne  | Team Milram       | + 4 min 18 s     |
| 10e | Laurens ten Dam | Pays-Bas   | Rabobank          | + 4 min 26 s     |

| Classement par points | Classement par points | Classement par points | Classement par points | Classement par points |
| Coureur               | Coureur               | Pays                  | Équipe                | Points                |
| --------------------- | --------------------- | --------------------- | --------------------- | --------------------- |
| 1er                   | Fabian Cancellara     | Suisse                | CSC Saxo Bank         | 50 pts                |
| 2e                    | Markus Zberg          | Suisse                | Gerolsteiner          | 49 pts                |
| 3e                    | Kim Kirchen           | Luxembourg            | High Road             | 43 pts                |
| 4e                    | Roman Kreuziger       | Tchéquie              | Liquigas              | 34 pts                |
| 5e                    | Erik Zabel            | Allemagne             | Team Milram           | 34 pts                |
| 6e                    | Sergueï Ivanov        | Russie                | Astana                | 32 pts                |
| 7e                    | Gerald Ciolek         | Allemagne             | High Road             | 32 pts                |
| 8e                    | Philippe Gilbert      | Belgique              | La Française des jeux | 31 pts                |
| 9e                    | Greg Van Avermaet     | Belgique              | Silence-Lotto         | 30 pts                |
| 10e                   | Igor Antón            | Espagne               | Euskaltel-Euskadi     | 26 pts                |

| Classement par points | Classement par points | Classement par points | Classement par points | Classement par points |
| Coureur               | Coureur               | Pays                  | Équipe                | Points                |
| --------------------- | --------------------- | --------------------- | --------------------- | --------------------- |
| 1er                   | Fabian Cancellara     | Suisse                | CSC Saxo Bank         | 50 pts                |
| 2e                    | Markus Zberg          | Suisse                | Gerolsteiner          | 49 pts                |
| 3e                    | Kim Kirchen           | Luxembourg            | High Road             | 43 pts                |
| 4e                    | Roman Kreuziger       | Tchéquie              | Liquigas              | 34 pts                |
| 5e                    | Erik Zabel            | Allemagne             | Team Milram           | 34 pts                |
| 6e                    | Sergueï Ivanov        | Russie                | Astana                | 32 pts                |
| 7e                    | Gerald Ciolek         | Allemagne             | High Road             | 32 pts                |
| 8e                    | Philippe Gilbert      | Belgique              | La Française des jeux | 31 pts                |
| 9e                    | Greg Van Avermaet     | Belgique              | Silence-Lotto         | 30 pts                |
| 10e                   | Igor Antón            | Espagne               | Euskaltel-Euskadi     | 26 pts                |

| Classement de la montagne | Classement de la montagne | Classement de la montagne | Classement de la montagne       | Classement de la montagne |
| Coureur                   | Coureur                   | Pays                      | Équipe                          | Points                    |
| ------------------------- | ------------------------- | ------------------------- | ------------------------------- | ------------------------- |
| 1er                       | Maxim Iglinskiy           | Kazakhstan                | Astana                          | 45 pts                    |
| 2e                        | David Loosli              | Suisse                    | Lampre                          | 44 pts                    |
| 3e                        | Stijn Devolder            | Belgique                  | Quick Step                      | 25 pts                    |
| 4e                        | Roman Kreuziger           | Tchéquie                  | Liquigas                        | 24 pts                    |
| 5e                        | Steve Zampieri            | Suisse                    | Cofidis-Le Crédit par Téléphone | 20 pts                    |
| 6e                        | José Rujano               | Venezuela                 | Caisse d'Épargne                | 19 pts                    |
| 7e                        | Andreas Klöden            | Allemagne                 | Astana                          | 16 pts                    |
| 8e                        | Íñigo Landaluze           | Espagne                   | Euskaltel-Euskadi               | 12 pts                    |
| 9e                        | Hervé Duclos-Lassalle     | France                    | Cofidis-Le Crédit par Téléphone | 11 pts                    |
| 10e                       | Jérôme Pineau             | France                    | Bouygues Telecom                | 10 pts                    |

| Classement de la montagne | Classement de la montagne | Classement de la montagne | Classement de la montagne       | Classement de la montagne |
| Coureur                   | Coureur                   | Pays                      | Équipe                          | Points                    |
| ------------------------- | ------------------------- | ------------------------- | ------------------------------- | ------------------------- |
| 1er                       | Maxim Iglinskiy           | Kazakhstan                | Astana                          | 45 pts                    |
| 2e                        | David Loosli              | Suisse                    | Lampre                          | 44 pts                    |
| 3e                        | Stijn Devolder            | Belgique                  | Quick Step                      | 25 pts                    |
| 4e                        | Roman Kreuziger           | Tchéquie                  | Liquigas                        | 24 pts                    |
| 5e                        | Steve Zampieri            | Suisse                    | Cofidis-Le Crédit par Téléphone | 20 pts                    |
| 6e                        | José Rujano               | Venezuela                 | Caisse d'Épargne                | 19 pts                    |
| 7e                        | Andreas Klöden            | Allemagne                 | Astana                          | 16 pts                    |
| 8e                        | Íñigo Landaluze           | Espagne                   | Euskaltel-Euskadi               | 12 pts                    |
| 9e                        | Hervé Duclos-Lassalle     | France                    | Cofidis-Le Crédit par Téléphone | 11 pts                    |
| 10e                       | Jérôme Pineau             | France                    | Bouygues Telecom                | 10 pts                    |

| Classement des sprints | Classement des sprints | Classement des sprints | Classement des sprints          | Classement des sprints |
| Coureur                | Coureur                | Pays                   | Équipe                          | Points                 |
| ---------------------- | ---------------------- | ---------------------- | ------------------------------- | ---------------------- |
| 1er                    | René Weissinger        | Allemagne              | Volksbank-Vorarlberg            | 24 pts                 |
| 2e                     | Hervé Duclos-Lassalle  | France                 | Cofidis-Le Crédit par Téléphone | 15 pts                 |
| 3e                     | David Loosli           | Suisse                 | Lampre                          | 14 pts                 |
| 4e                     | Martin Elmiger         | Suisse                 | AG2R-La Mondiale                | 13 pts                 |
| 5e                     | Johan Vansummeren      | Belgique               | Silence-Lotto                   | 12 pts                 |
| 6e                     | Philip Deignan         | Irlande                | AG2R-La Mondiale                | 9 pts                  |
| 7e                     | Pieter Jacobs          | Belgique               | Silence-Lotto                   | 9 pts                  |
| 8e                     | Steve Morabito         | Suisse                 | Astana                          | 6 pts                  |
| 9e                     | Andreas Dietziker      | Suisse                 | Volksbank-Vorarlberg            | 6 pts                  |
| 10e                    | Maarten Tjallingii     | Pays-Bas               | Silence-Lotto                   | 5 pts                  |

| Classement des sprints | Classement des sprints | Classement des sprints | Classement des sprints          | Classement des sprints |
| Coureur                | Coureur                | Pays                   | Équipe                          | Points                 |
| ---------------------- | ---------------------- | ---------------------- | ------------------------------- | ---------------------- |
| 1er                    | René Weissinger        | Allemagne              | Volksbank-Vorarlberg            | 24 pts                 |
| 2e                     | Hervé Duclos-Lassalle  | France                 | Cofidis-Le Crédit par Téléphone | 15 pts                 |
| 3e                     | David Loosli           | Suisse                 | Lampre                          | 14 pts                 |
| 4e                     | Martin Elmiger         | Suisse                 | AG2R-La Mondiale                | 13 pts                 |
| 5e                     | Johan Vansummeren      | Belgique               | Silence-Lotto                   | 12 pts                 |
| 6e                     | Philip Deignan         | Irlande                | AG2R-La Mondiale                | 9 pts                  |
| 7e                     | Pieter Jacobs          | Belgique               | Silence-Lotto                   | 9 pts                  |
| 8e                     | Steve Morabito         | Suisse                 | Astana                          | 6 pts                  |
| 9e                     | Andreas Dietziker      | Suisse                 | Volksbank-Vorarlberg            | 6 pts                  |
| 10e                    | Maarten Tjallingii     | Pays-Bas               | Silence-Lotto                   | 5 pts                  |

| Classement par équipes | Classement par équipes | Classement par équipes | Classement par équipes |
| Équipe                 | Équipe                 | Pays                   | Temps                  |
| ---------------------- | ---------------------- | ---------------------- | ---------------------- |
| 1re                    | Astana                 | Luxembourg             | 107 h 24 min 13 s      |
| 2e                     | CSC Saxo Bank          | Danemark               | + 48 s                 |
| 3e                     | Gerolsteiner           | Allemagne              | + 9 min 21 s           |
| 4e                     | Caisse d'Épargne       | Espagne                | + 12 min 03 s          |
| 5e                     | Crédit agricole        | France                 | + 15 min 23 s          |
| 6e                     | Liquigas               | Italie                 | + 17 min 49 s          |
| 7e                     | Saunier Duval-Scott    | Espagne                | + 23 min 48 s          |
| 8e                     | Bouygues Telecom       | France                 | + 29 min 21 s          |
| 9e                     | Lampre                 | Italie                 | + 30 min 31 s          |
| 10e                    | AG2R-La Mondiale       | France                 | + 30 min 46 s          |

| Classement par équipes | Classement par équipes | Classement par équipes | Classement par équipes |
| Équipe                 | Équipe                 | Pays                   | Temps                  |
| ---------------------- | ---------------------- | ---------------------- | ---------------------- |
| 1re                    | Astana                 | Luxembourg             | 107 h 24 min 13 s      |
| 2e                     | CSC Saxo Bank          | Danemark               | + 48 s                 |
| 3e                     | Gerolsteiner           | Allemagne              | + 9 min 21 s           |
| 4e                     | Caisse d'Épargne       | Espagne                | + 12 min 03 s          |
| 5e                     | Crédit agricole        | France                 | + 15 min 23 s          |
| 6e                     | Liquigas               | Italie                 | + 17 min 49 s          |
| 7e                     | Saunier Duval-Scott    | Espagne                | + 23 min 48 s          |
| 8e                     | Bouygues Telecom       | France                 | + 29 min 21 s          |
| 9e                     | Lampre                 | Italie                 | + 30 min 31 s          |
| 10e                    | AG2R-La Mondiale       | France                 | + 30 min 46 s          |

## Évolution des classements
| Etape     | Vainqueur         | Classement général | Classement sprint | Classement de la montagne | Classement par points | Classement par équipes |
| --------- | ----------------- | ------------------ | ----------------- | ------------------------- | --------------------- | ---------------------- |
| 1re étape | Óscar Freire      | Óscar Freire       | David Loosli      | David Loosli              | Óscar Freire          | Caisse d'Épargne       |
| 2e étape  | Igor Antón        | Igor Antón         | David Loosli      | David Loosli              | Kim Kirchen           | CSC                    |
| 3e étape  | Robbie McEwen     | Igor Antón         | René Weissinger   | David Loosli              | Óscar Freire          | CSC                    |
| 4e étape  | Robbie McEwen     | Igor Antón         | René Weissinger   | David Loosli              | Óscar Freire          | CSC                    |
| 5e étape  | Markus Fothen     | Igor Antón         | René Weissinger   | David Loosli              | Óscar Freire          | Gerolsteiner           |
| 6e étape  | Kim Kirchen       | Kim Kirchen        | René Weissinger   | David Loosli              | Óscar Freire          | Astana                 |
| 7e étape  | Fabian Cancellara | Kim Kirchen        | René Weissinger   | Maxim Iglinskiy           | Óscar Freire          | Astana                 |
| 8e étape  | Roman Kreuziger   | Roman Kreuziger    | René Weissinger   | Maxim Iglinskiy           | Óscar Freire          | Astana                 |
| 9e étape  | Fabian Cancellara | Roman Kreuziger    | René Weissinger   | Maxim Iglinskiy           | Fabian Cancellara     | Astana                 |

## Liste des participants
| Caisse d'Épargne | Liquigas | Crédit agricole |
| - 01. Francisco Pérez Sánchez - 02. José Iván Gutiérrez - 03. Mathieu Perget - 04. Pablo Lastras - 05. José Joaquín Rojas - 06. José Rujano - 07. Xabier Zandio - 08. Daniel Moreno         | - 11. Michael Albasini - 12. Claudio Corioni - 13. Murilo Fischer - 14. Enrico Franzoi - 15. Roman Kreuziger - 16. Filippo Pozzato - 17. Ivan Santaromita - 18. Alessandro Vanotti       | - 21. László Bodrogi - 22. Alexandre Botcharov - 23. Pietro Caucchioli - 24. Sébastien Hinault - 25. Gabriel Rasch - 26. Mark Renshaw - 27. Éric Berthou - 28. Yannick Talabardon                            |
| Silence-Lotto | Cofidis | Milram |
| - 31. Jürgen Roelandts - 32. Pieter Jacobs - 33. Leif Hoste - 34. Robbie McEwen - 35. Maarten Tjallingii - 36. Johan Vansummeren - 37. Greg Van Avermaet - 38. Wim Vansevenant              | - 41. Alexandre Blain (A 2e) - 42. Hervé Duclos-Lassalle - 43. Leonardo Duque - 44. Sébastien Portal - 45. Frank Høj - 46. Sylvain Chavanel - 47. Staf Scheirlinckx - 48. Steve Zampieri | - 51. Erik Zabel - 52. Ralf Grabsch - 53. Matej Jurčo - 54. Christian Knees - 55. Martin Müller - 56. Enrico Poitschke - 57. Niki Terpstra - 58. Marco Velo                                                  |
| Lampre | AG2R La Mondiale | Quick Step |
| - 61. Damiano Cunego - 62. Alessandro Ballan - 63. Matteo Bono - 64. David Loosli - 65. Marco Marzano - 66. Danilo Napolitano - 67. Massimiliano Mori - 68. Paolo Tiralongo                 | - 71. Martin Elmiger - 72. Sylvain Calzati - 73. Philip Deignan - 74. Renaud Dion - 75. Tanel Kangert - 76. Lloyd Mondory - 77. Blaise Sonnery - 78. Alexandre Usov                      | - 81. Steven de Jongh - 82. Stijn Devolder - 83. Sébastien Rosseler - 84. Leonardo Scarselli - 85. Gert Steegmans - 86. Matteo Tosatto - 87. Giovanni Visconti - 88. Hubert Schwab                           |
| Astana | Rabobank | La Française des jeux |
| - 91. Maxim Iglinskiy - 92. Sergueï Ivanov - 93. Andreas Klöden - 94. Andrey Mizourov (NP 4e) - 95. Steve Morabito - 96. Dmitriy Muravyev - 97. Grégory Rast - 98. Sergueï Yakovlev (NP 3e) | - 101. Óscar Freire - 102. Thomas Dekker - 103. Theo Eltink - 104. Dmitry Kozontchuk (NP 4e) - 105. Sebastian Langeveld - 106. Marc de Maar - 107. Bram Tankink - 108. Laurens ten Dam   | - 111. Frédéric Guesdon - 112. Philippe Gilbert - 113. Christophe Mengin - 114. Gianni Meersman - 115. Francis Mourey - 116. Anthony Roux - 117. Mickaël Delage - 118. Benoît Vaugrenard                     |
| CSC | Gerolsteiner | Saunier Duval-Scott |
| - 121. Volodymyr Gustov - 122. Fränk Schleck - 123. Stuart O'Grady - 124. Fabian Cancellara - 125. Jens Voigt - 126. Bobby Julich - 127. Kurt Asle Arvesen - 128. Andy Schleck              | - 131. Robert Förster - 132. Markus Fothen - 133. Mathias Frank - 134. Ronny Scholz - 135. Stephan Schreck - 136. Stefan Schumacher - 137. Oliver Zaugg - 138. Markus Zberg              | - 141. Rubens Bertogliati - 142. David Cañada (NP 2e) - 143. Jesús del Nero Montes - 144. Eros Capecchi (NP 4e) - 145. Raúl Alarcón - 146. Ángel Gómez - 147. Hector González - 148. Beñat Intxausti (EX 4e) |
| Bouygues Telecom | Euskaltel-Euskadi | High Road |
| - 151. Julien Belgy - 152. Olivier Bonnaire - 153. Xavier Florencio - 154. Anthony Geslin - 155. Vincent Jérôme - 156. Jérôme Pineau - 157. Matthieu Sprick - 158. Johann Tschopp           | - 161. Igor Antón - 162. Jorge Azanza - 163. Aitor Hernández - 164. Andoni Lafuente - 165. Gorka Verdugo - 166. Koldo Fernández - 167. Íñigo Landaluze - 168. Dionisio Galparsoro        | - 171. Edvald Boasson Hagen - 172. Marcus Burghardt - 173. Gerald Ciolek - 174. Kim Kirchen - 175. Thomas Lövkvist - 176. Morris Possoni - 177. Vicente Reynés - 178. Marcel Sieberg                         |
| BMC Racing | Volksbank | |
| - 181. Alexandre Moos - 182. Danilo Wyss - 183. Martin Kohler - 184. Steve Bovay - 185. Jeff Louder - 186. Jonathan Garcia - 187. Darren Lill - 188. Antonio Cruz                           | - 191. Andreas Dietziker - 192. André Korff - 193. Harald Morscher - 194. Daniel Musiol - 195. Olaf Pollack - 196. Élias Schmäh - 197. Florian Stalder - 198. René Weissinger            | |